# Vanesa Trostová
Vanesa Trostová (* 13. září 1975) je česká restaurátorka působící především na severu České republiky. Svou dílnu má k roku 2023 v Oldřichově v Hájích, před tím ji měla v Bílém Potoce.
Obnovila například sochu svaté Máří Magdalény na severním úpatí Špičáku ve Větrově-Zátiší, frýdlantské sochy svatého Jana Nepomuckého či Piety nebo Mariánského sloupu, popřípadě renesančního mramorového náhrobku šlechtického rodu Redernů v kostele Nalezení svatého Kříže ve stejném městě. Tamní mauzoleum v kostele je unikátní v rámci celé republiky. Restaurovala i atlanty na průčelí městských lázní v Novém Městě pod Smrkem. Během roku 2018 se péčí spolku Patron realizovala oprava Wenzerichova pomníčku. Na ní participovala i Trostová, která k němu doplnila poškozené či dokonce chybějící části a na jeho vrchol osadila nové vykovaný křížek.
O práci Trostové natočila v roce 2022 Česká televize dokument z cyklu „Náš venkov“. Díl nese název Potulní umělci.